# Jiří Medřický
Jiří Medřický (* 26. listopadu 1952) byl český a československý právník, politik Československé strany lidové a poslanec Sněmovny lidu Federálního shromáždění po sametové revoluci.

## Biografie
Profesně je k roku 1990 uváděn jako vědecký pracovník podniku Středočeské pivovary k. p. Popovice, bytem Říčany.
V prosinci 1989 se zmiňuje coby tajemník říčanské organizace ČSL. Na veřejné schůzi tehdy představil nové úkoly lidové strany v obnovené demokracii. V lednu 1990 zasedl v rámci procesu kooptací do Federálního shromáždění po sametové revoluci do Sněmovny lidu (volební obvod č. 28 – Hostivice, Středočeský kraj) za ČSL. Ve Federálním shromáždění setrval do konce funkčního období, tedy do svobodných voleb roku 1990.